# Miss America 2013
Miss America 2013 è la novantaduesima edizione del concorso di bellezza Miss America. Si è tenuta presso il PH Live di Paradise in Nevada il 12 gennaio 2013, ed alla fine ha visto uscire vincitrice la delegata dello stato di New York, Mallory Hagan.

## Piazzamenti
| Risultato finale  | Concorrente |
| ----------------- | --- |
| Miss America 2013 | - New York – Mallory Hagan |
| 2ª classificata   | - Carolina del Sud – Ali Rogers |
| 3ª classificata   | - Oklahoma – Alicia Clifton |
| 4ª classificata   | - Wyoming – Lexie Madden |
| 5ª classificata   | - Iowa – Mariah Cary |
| Top 10            | - Illinois – Megan Ervin - Maryland – Joanna Guy - Tennessee – Chandler Lawson - Texas – DaNae Couch - Washington – Mandy Schendel** |
| Top 12            | - Alabama – Anna Laura Bryan - Indiana – MerrieBeth Cox                                                                              |
| Top 16            | - Florida – Laura McKeeman - Kentucky – Jessica Casebolt - Montana – Alexis Wineman* - Utah – Kara Arnold                            |

Note:
* -- America's Choice
** -- Salvata dalla giuria.

### Riconoscimenti speciali
| Riconoscimento           | Concorrente |
| ------------------------ | --- |
| Miss Lifestyle & Fitness | - Carolina del Sud – Ali Rogers - Illinois - Megan Ervin - Washington - Mandy Schendel |
| Miss Talent              | - Dakota del Nord - Rosie Sauvageau - Oklahoma – Alicia Clifton - Maryland - Joanna Guy |
| Quality of Life Awards   | - Alabama – Anna Laura Bryan |
| Fourpoints Award         | - Idaho – Whitney Wood |
| Miracle Maker Award      | - Carolina del Sud – Ali Rogers |
| Miss Congeniality        | - Arkansas – Sloane Roberts |
| Duke of Edinburgh Awards | - Alabama – Anna Laura Bryan - California – Leah Cecil - Carolina del Nord – Arlie Honeycutt - Carolina del Sud – Ali Rogers - Connecticut – Emily Audibert - Florida – Laura McKeeman - Georgia – Leighton Jordan - Louisiana – Lauren Vizza - Michigan – Angela Venditti - Mississippi – Marie Wicks - New Hampshire – Megan Lyman - Ohio – Elissa McCracken - Oklahoma – Alicia Clifton - Pennsylvania – Jordyn Colao - Tennessee – Chandler Lawson - Virginia Occidentale – Kaitlin Gates |

## Le concorrenti
- Alabama - Anna Laura Bryan[4]
- Alaska - Debbe Ebben[5]
- Arizona - Piper Stoeckel[6]
- Arkansas - Sloane Roberts[7]
- California - Leah Cecil[8]
- Carolina del Nord - Arlie Honeycutt
- Carolina del Sud - Ali Rogers[9]
- Colorado - Hannah Porter[10]
- Connecticut - Emily Audibert[11]
- Dakota del Nord - Rosie Sauvageau
- Dakota del Sud - Calista Kirby
- Delaware - Alyssa Murray
- Distretto di Columbia - Allyn Rose
- Florida - Laura McKeeman[12]
- Georgia - Leighton Jordan[13]
- Hawaii - Skyler Kamaka[14]
- Idaho - Whitney Wood
- Illinois -  Megan Ervin[15]
- Indiana - MerrieBeth Cox
- Iowa - Mariah Cary
- Isole Vergini Americane - Aniska Tonge[16]
- Kansas - Sloane Lewis
- Kentucky - Jessica Casebolt[17]
- Louisiana - Lauren Vizza
- Maine - Molly Bouchard
- Maryland - Joanna Guy[18]
- Massachusetts - Taylor Kinzler
- Michigan - Angela Venditti
- Minnesota - Siri Freeh
- Mississippi - Marie Wicks[19]
- Missouri - Tippe Emmott[20]
- Montana - Alexis Wineman
- Nebraska - Mariah Cook
- Nevada - Randi Sundquist[21]
- New Hampshire - Megan Lyman[22]
- New Jersey - Lindsey Petrosh
- New York - Mallory Hagan[23]
- Nuovo Messico - Candice Bennatt
- Ohio - Elissa McCracken[24]
- Oklahoma - Alicia Clifton[25]
- Oregon - Nichole Mead[26]
- Pennsylvania - Jordyn Colao
- Porto Rico - Kiaraliz Medina
- Rhode Island - Kelsey Fournier
- Tennessee - Chandler Lawson
- Texas - DaNae Couch[27]
- Utah - Kara Arnold
- Vermont - Chelsea Ingram
- Virginia - Rosemary Willis[28]
- Virginia Occidentale - Kaitlin Gates-
- Washington - Mandy Schendel[29]
- Wisconsin - Kathryn Bess Gorman[30]
- Wyoming - Lexie Madden

## Sostituzioni
- Miss Oregon - Nichole Mead era la seconda classificata a Miss Oregon 2012, ma ha successivamente preso il posto della vincitrice originale, Rachel Berry, che ha rassegnato il titolo.